# Австралия на зимних Олимпийских играх 2018
Австралия на зимних Олимпийских играх 2018 года была представлена 49 спортсменами в 4 видах спорта. На церемонии открытия Игр право нести национальный флаг было доверено двукратному чемпиону мира в хафпайпе сноубордисту Скотти Джеймсу, а на церемонии закрытия — ещё одному сноубордисту Джарриду Хьюзу, ставшему серебряным призёром в сноуборд-кроссе. По итогам соревнований на счету австралийских спортсменов были 2 серебряные и 1 бронзовая медали, что позволило сборной Австралии занять 23-е место в неофициальном медальном зачёте.

## Медали
| Серебро |               |                                    |            |
| №       | Спортсмены    | Вид спорта (дисциплина)            | Дата       |
| 1       | Мэтт Грэм     | Фристайл (могул, мужчины)          | 12 февраля |
| 2       | Джаррид Хьюз  | Сноуборд (сноуборд-кросс, мужчины) | 15 февраля |
| Бронза  |               |                                    |            |
| №       | Спортсмены    | Вид спорта (дисциплина)            | Дата       |
| 1       | Скотти Джеймс | Сноуборд (хафпайп, мужчины)        | 14 февраля |

## Состав сборной
В заявку сборной Австралии для участия в Играх 2018 года вошёл 51 спортсмен (28 мужчин и 23 женщины), которые выступят в 10 олимпийских дисциплинах. Состав включает в себя 20 дебютантов. Самой опытной участницей в сборной Австралии станет олимпийская чемпионка Игр 2010 года фристайлистка Лидия Лассила, для которой Игры в Пхёнчхане станут уже пятыми в карьере.
Первыми участниками Игр от Австралии стали четверо фигуристов. В шестой раз подряд главой олимпийской делегации на зимних Играх стал Иэн Честерман.
Также в заявку сборной входил и фристайлист Броди Саммерс, но из-за травмы колена он не смог выйти на старт.
 Бобслей
1. Дэвид Мара
2. Лукас Мата
3. Лаклан Рейди
4. Хейден Смит

 Горнолыжный спорт
1. Доменик Демшар
2. Гарри Лэйдлоу
3. Грета Смолл

 Конькобежный спорт
1. Дэниел Грейг

 Лыжные гонки
1. Филлип Беллингхем
2. Колум Уотсон
3. Барбара Езершек
4. Джессика Йитон
5. Кейси Райт
6. Эйми Уотсон

 Санный спорт
1. Александр Ферлаццо

 Скелетон
1. Джон Фэрроу
2. Жаклин Нарракотт

 Сноуборд
1. Кэмерон Болтон
2. Скотти Джеймс
3. Натан Джонстон
4. Кент Каллистер
5. Адам Ламберт
6. Алекс Пуллин
7. Джаррид Хьюз
8. Эмили Артур
9. Белль Брокхофф
10. Холли Кроуфорд
11. Джессика Рич

 Фигурное катание
1. Брендан Керри
2. Харли Уиндзор
3. Екатерина Александровская
4. Кайлани Крэйн

 Фристайл
1. Антон Гримус
2. Мэтт Грэм
3. Дэвид Моррис
4. Джеймс Мэтисон
5. Расселл Хэншоу
6. Роан Чепмен-Дэвис
7. Клаудия Гели
8. Сэми Кеннеди-Смит
9. Бриттени Кокс
10. Лидия Лассила
11. Лора Пил
12. Даниэль Скотт
13. Саманта Уэллс
14. Мади Химбери
15. Джакара Энтони

 Шорт-трек
1. Энди Чжун
2. Дианна Локкет

## Результаты соревнований

### Бобслей

#### Бобслей
Квалификация спортсменов для участия в Олимпийских играх осуществлялась на основании рейтинга IBSF (англ. IBSF Ranking) по состоянию на 14 января 2018 года. По его результатам сборная Австралии стала обдадателем трёх континентальных олимпийских квот: по одной в каждой дисциплине, но позднее отказались от квоты в женских соревнованиях.
Мужчины
| Соревнование | Спортсмены                                     | 1 заезд   | 1 заезд | 2 заезд   | 2 заезд | 3 заезд   | 3 заезд | 4 заезд               | 4 заезд               | Итоговый результат | Итоговое место | Отставание |
| Соревнование | Спортсмены                                     | Результат | Место   | Результат | Место   | Результат | Место   | Результат             | Место                 | Итоговый результат | Итоговое место | Отставание |
| ------------ | ---------------------------------------------- | --------- | ------- | --------- | ------- | --------- | ------- | --------------------- | --------------------- | ------------------ | -------------- | ---------- |
| двойки       | Лукас Мата Дэвид Мара                          | 49,88     | 22      | 50,04     | 21      | 49,87     | 22      | завершили выступление | завершили выступление | 2:29,79            | 22             | —          |
| четвёрки     | Лукас Мата Дэвид Мара Лаклан Рейди Хейден Смит | 49,72     | 22      | 49,91     | 23      | 50,07     | 27      | завершили выступление | завершили выступление | 2:29,70            | 25             | —          |

#### Скелетон
Квалификация спортсменов для участия в Олимпийских играх осуществлялась на основании рейтинга IBSF (англ. IBSF Ranking) по состоянию на 14 января 2018 года. По его результатам сборная Австралии стала обдадателем одной олимпийской квоты у мужчин и континентальной квоты женщин.
Мужчины
| Соревнование | Спортсмены  | 1 заезд   | 1 заезд | 2 заезд   | 2 заезд | 3 заезд   | 3 заезд | 4 заезд   | 4 заезд | Итоговый результат | Итоговое место | Отставание |
| Соревнование | Спортсмены  | Результат | Место   | Результат | Место   | Результат | Место   | Результат | Место   | Итоговый результат | Итоговое место | Отставание |
| ------------ | ----------- | --------- | ------- | --------- | ------- | --------- | ------- | --------- | ------- | ------------------ | -------------- | ---------- |
| мужчины      | Джон Фэрроу | 51,64     | 21      | 51,31     | 18      | 51,40     | 20      | 51,53     | 16      | 3:25,88            | 19             | +5,33      |

Женщины
| Соревнование | Спортсмены       | 1 заезд   | 1 заезд | 2 заезд   | 2 заезд | 3 заезд   | 3 заезд | 4 заезд   | 4 заезд | Итоговый результат | Итоговое место | Отставание |
| Соревнование | Спортсмены       | Результат | Место   | Результат | Место   | Результат | Место   | Результат | Место   | Итоговый результат | Итоговое место | Отставание |
| ------------ | ---------------- | --------- | ------- | --------- | ------- | --------- | ------- | --------- | ------- | ------------------ | -------------- | ---------- |
| женщины      | Жаклин Нарракотт | 52,53     | 15      | 52,76     | 16      | 52,62     | 17      | 52,82     | 17      | 3:30,73            | 16             | +3,45      |

### Коньковые виды спорта

#### Конькобежный спорт
По сравнению с прошлыми Играми в программе конькобежного спорта произошёл ряд изменений. Были добавлены соревнвнования в масс-старте, где спортсменам необходимо будет преодолеть 16 кругов, с тремя промежуточными финишами, набранные очки на которых помогут в распределении мест, начиная с 4-го. Также впервые с 1994 года конькобежцы будут бежать дистанцию 500 метров только один раз. Распределение квот происходило по итогам первых четырёх этапов Кубка мира. По их результатам был сформирован сводный квалификационный список, согласно которому сборная Австралии стала обладателем олимпийских квот на двух дистанциях. Обе лицензии для страны принёс Дэниел Грейг, который в итоге и был утверждён олимпийским комитетом для участия в Играх.
Мужчины
Индивидуальные гонки
| Соревнование | Спортсмены   | Результат | Место | Отставание |
| ------------ | ------------ | --------- | ----- | ---------- |
| 500 метров   | Дэниел Грейг | 35,22     | 21    | +0,81      |
| 1000 метров  | Дэниел Грейг | 1:09,99   | 22    | +2,04      |

#### Фигурное катание
Большинство олимпийских лицензий на Игры 2018 года были распределены по результатам выступления спортсменов в рамках чемпионата мира 2017 года. По его итогам сборная Австралии смогла завоевать одну лицензию в мужском катании, что стало возможным благодаря 15-му месту Брендана Керри. Для получения недостающих олимпийских квот необходимо было успешно выступить на турнире Nebelhorn Trophy, где нужно было попасть в число 4-6 сильнейших в зависимости от дисциплины. По итогам трёх дней соревнований австралийским спортсменам удалось завоевать лицензии в женском одиночном и парном катании. Их принесли Кайлани Крэйн, занявшая на турнире первое место и дуэт Екатерина Александровская / Харли Уиндзор, ставшие третьими. 9 ноября было объявлено, что спортсмены завоевавшие олимпийские лицензии были выбраны для участия в Играх в Пхёнчхане.
| Соревнование              | Спортсмены                                | Короткая программа | Короткая программа | Произвольная программа | Произвольная программа | Всего        | Всего |
| Соревнование              | Спортсмены                                | Сумма баллов       | Место              | Сумма баллов           | Место                  | Сумма баллов | Место |
| ------------------------- | ----------------------------------------- | ------------------ | ------------------ | ---------------------- | ---------------------- | ------------ | ----- |
| мужское одиночное катание | Брендан Керри                             | 83,06              | 16 Q               | 150,75                 | 21                     | 233.81       | 20    |
| женское одиночное катание | Кайлани Крэйн                             | 56,77              | 16 Q               | 111,84                 | 16                     | 168,61       | 17    |
| парное катание            | Екатерина Александровская / Харли Уиндзор | 61,55              | 18                 | завершили выступление  | завершили выступление  | 61,55        | 18    |

#### Шорт-трек
Квалификация на зимние Олимпийские игры в шорт-треке проходила по результатам четырёх этапов Кубка мира 2017/2018. По итогам этих турниров был сформирован олимпийский квалификационный лист, согласно которому австралийская сборная получила право заявить для участия в Играх одного мужчину и одну женщину. Отборочные соревнования для попадания в олимпийскую сборную были проведены 6-7 декабря на арене О’Брайан Груп в Мельбурне. По итогам отборочного турнира место в олимпийской сборной получили Энди Чжун и Дианна Локкет.
Мужчины
| Соревнование | Спортсмены | Отборочный раунд | Отборочный раунд | Отборочный раунд | Четвертьфинал        | Четвертьфинал        | Четвертьфинал        | Полуфинал            | Полуфинал            | Полуфинал            | Финал                | Финал                | Итоговое место |
| Соревнование | Спортсмены | Забег            | Результат        | Место            | Забег                | Результат            | Место                | Забег                | Результат            | Место                | Результат            | Место                | Итоговое место |
| ------------ | ---------- | ---------------- | ---------------- | ---------------- | -------------------- | -------------------- | -------------------- | -------------------- | -------------------- | -------------------- | -------------------- | -------------------- | -------------- |
| 500 метров   | Энди Чжун  | 1                | 1:03,137         | 3                | завершил выступление | завершил выступление | завершил выступление | завершил выступление | завершил выступление | завершил выступление | завершил выступление | завершил выступление | 24             |
| 1500 метров  | Энди Чжун  | 2                | 2:16,995         | 4 ADV            | Не проводится        | Не проводится        | Не проводится        | 1                    | 2:11,183             | 5                    | завершил выступление | завершил выступление | 16             |

Женщины
| Соревнование | Спортсмены    | Отборочный раунд | Отборочный раунд | Отборочный раунд | Четвертьфинал         | Четвертьфинал         | Четвертьфинал         | Полуфинал             | Полуфинал             | Полуфинал             | Финал                 | Финал                 | Итоговое место |
| Соревнование | Спортсмены    | Забег            | Результат        | Место            | Забег                 | Результат             | Место                 | Забег                 | Результат             | Место                 | Результат             | Место                 | Итоговое место |
| ------------ | ------------- | ---------------- | ---------------- | ---------------- | --------------------- | --------------------- | --------------------- | --------------------- | --------------------- | --------------------- | --------------------- | --------------------- | -------------- |
| 1000 метров  | Дианна Локкет | 2                | PEN              | —                | завершила выступление | завершила выступление | завершила выступление | завершила выступление | завершила выступление | завершила выступление | завершила выступление | завершила выступление | —              |
| 1500 метров  | Дианна Локкет | 3                | 2:28,996         | 2 Q              | не проводится         | не проводится         | не проводится         | 2                     | 3:01,928              | 6                     | завершила выступление | завершила выступление | 15             |

### Лыжные виды спорта

#### Горнолыжный спорт
Квалификация спортсменов для участия в Олимпийских играх осуществлялась на основании специального квалификационного рейтинга FIS по состоянию на 21 января 2018 года. При этом НОК для участия в Олимпийских играх мог выбрать только того спортсмена, который вошёл в топ-500 олимпийского рейтинга в своей дисциплине, и при этом имел определённое количество очков, согласно квалификационной таблице. Страны, не имеющие участников в числе 500 сильнейших спортсменов, могли претендовать только на квоты категории «B» в технических дисциплинах. По итогам квалификационного отбора сборная Австралии завоевала 2 олимпийские лицензии категории «A», а после перераспределения получила ещё одну.
Мужчины
| Соревнование      | Спортсмены     | Скоростной спуск/ 1 спуск | Скоростной спуск/ 1 спуск | Слалом/ 2 спуск | Слалом/ 2 спуск | Всего   | Место | Отставание |
| Соревнование      | Спортсмены     | Время                     | Место                     | Время           | Место           | Всего   | Место | Отставание |
| ----------------- | -------------- | ------------------------- | ------------------------- | --------------- | --------------- | ------- | ----- | ---------- |
| слалом            | Доминик Демшар | DNF                       | DNF                       | —               | —               | —       | —     | —          |
| гигантский слалом | Доминик Демшар | 1:13,21                   | 37                        | 1:13,54         | 33              | 2:26,75 | 33    | +8,71      |
| гигантский слалом | Гарри Лэйдлоу  | DSQ                       | DSQ                       | —               | —               | —       | —     | —          |

Женщины
| Соревнование     | Спортсмены  | Скоростной спуск/ 1 спуск | Скоростной спуск/ 1 спуск | Слалом/ 2 спуск | Слалом/ 2 спуск | Всего   | Место | Отставание |
| Соревнование     | Спортсмены  | Время                     | Место                     | Время           | Место           | Всего   | Место | Отставание |
| ---------------- | ----------- | ------------------------- | ------------------------- | --------------- | --------------- | ------- | ----- | ---------- |
| скоростной спуск | Грета Смолл | не проводится             | не проводится             | не проводится   | не проводится   | 1:42,07 | 20    | +2,85      |
| супергигант      | Грета Смолл | не проводится             | не проводится             | не проводится   | не проводится   | 1:24,09 | 31    | +2,98      |
| комбинация       | Грета Смолл | DNF                       | DNF                       | —               | —               | —       | —     | —          |

#### Лыжные гонки
Квалификация спортсменов для участия в Олимпийских играх осуществлялась на основании специального квалификационного рейтинга FIS по состоянию на 21 января 2018 года. Для получения олимпийской лицензии категории «A» спортсменам необходимо было набрать максимум 100 очков в дистанционном рейтинге FIS. При этом каждый НОК может заявить на Игры 1 мужчину и 1 женщины, если они выполнили квалификационный критерий «B», по которому они смогут принять участие в спринте и гонках на 10 км для женщин или 15 км для мужчин. По итогам квалификационного отбора сборная Австралии завоевала 4 олимпийские лицензии категории «A», а после перераспределения квот получила ещё 2.
Мужчины
Дистанционные гонки
| Соревнование              | Спортсмены        | Результат | Место | Отставание |
| ------------------------- | ----------------- | --------- | ----- | ---------- |
| 15 км свободным стилем    | Колум Уотсон      | 37:53,9   | 70    | +4:10,0    |
| 15 км свободным стилем    | Филлип Беллингхем | 38:36,2   | 77    | +4:52,3    |
| скиатлон 15+15 км         | Колум Уотсон      | 1:25:15,4 | 58    | +8:55,4    |
| 50 км классическим стилем | Филлип Беллингхем | 2:30:39,7 | 56    | +22:17,6   |
| 50 км классическим стилем | Колум Уотсон      | 2:33:28,6 | 58    | +25:06,5   |

Спринт
| Соревнование     | Спортсмены                     | Квалификация  | Квалификация  | Четвертьфинал        | Четвертьфинал        | Четвертьфинал        | Полуфинал            | Полуфинал            | Полуфинал            | Финал                 | Финал                 | Итоговое место |
| Соревнование     | Спортсмены                     | Результат     | Место         | Заезд                | Результат            | Место                | Заезд                | Результат            | Место                | Результат             | Место                 | Итоговое место |
| ---------------- | ------------------------------ | ------------- | ------------- | -------------------- | -------------------- | -------------------- | -------------------- | -------------------- | -------------------- | --------------------- | --------------------- | -------------- |
| спринт           | Филлип Беллингхем              | 3:31,54       | 65            | завершил выступление | завершил выступление | завершил выступление | завершил выступление | завершил выступление | завершил выступление | завершил выступление  | завершил выступление  | 65             |
| командный спринт | Колум Уотсон Филлип Беллингхем | не проводится | не проводится | не проводится        | не проводится        | не проводится        | 1                    | 17:38,36             | 13                   | завершили выступление | завершили выступление | 25             |

Женщины
Дистанционные гонки
| Соревнование              | Спортсмены      | Результат | Место | Отставание |
| ------------------------- | --------------- | --------- | ----- | ---------- |
| 10 км свободным стилем    | Барбара Езершек | 27:42,5   | 33    | +2:42,0    |
| 10 км свободным стилем    | Джессика Йитон  | 28:09,6   | 41    | +3:09,1    |
| 10 км свободным стилем    | Эйми Уотсон     | 29:41,4   | 68    | +4:40,9    |
| 10 км свободным стилем    | Кейси Райт      | 31:56,3   | 81    | +6:55,8    |
| скиатлон 7,5+7,5 км       | Барбара Езершек | 44:39,3   | 39    | +3:54,4    |
| скиатлон 7,5+7,5 км       | Джессика Йитон  | 45:44,8   | 50    | +4:59,9    |
| 30 км классическим стилем | Джессика Йитон  | 1:40:54,8 | 42    | +18:37,2   |

Спринт
| Соревнование     | Спортсмены                     | Квалификация  | Квалификация  | Четвертьфинал         | Четвертьфинал         | Четвертьфинал         | Полуфинал             | Полуфинал             | Полуфинал             | Финал                 | Финал                 | Итоговое место |
| Соревнование     | Спортсмены                     | Результат     | Место         | Заезд                 | Результат             | Место                 | Заезд                 | Результат             | Место                 | Результат             | Место                 | Итоговое место |
| ---------------- | ------------------------------ | ------------- | ------------- | --------------------- | --------------------- | --------------------- | --------------------- | --------------------- | --------------------- | --------------------- | --------------------- | -------------- |
| спринт           | Джессика Йитон                 | 3:33,01       | 48            | завершила выступление | завершила выступление | завершила выступление | завершила выступление | завершила выступление | завершила выступление | завершила выступление | завершила выступление | 48             |
| спринт           | Эйми Уотсон                    | 3:44,87       | 58            | завершила выступление | завершила выступление | завершила выступление | завершила выступление | завершила выступление | завершила выступление | завершила выступление | завершила выступление | 58             |
| спринт           | Кейси Райт                     | 3:49,80       | 63            | завершила выступление | завершила выступление | завершила выступление | завершила выступление | завершила выступление | завершила выступление | завершила выступление | завершила выступление | 63             |
| командный спринт | Джессика Йитон Барбара Езершек | не проводится | не проводится | не проводится         | не проводится         | не проводится         | 1                     | 17:20,38              | 6                     | завершили выступление | завершили выступление | 12             |

#### Сноуборд
По сравнению с прошлыми Играми в программе соревнований произошёл ряд изменений. Вместо параллельного слалома были добавлены соревнования в биг-эйре. Во всех дисциплинах, за исключением мужского сноуборд-кросса, изменилось количество участников соревнований, был отменён полуфинальный раунд, а также в финалах фристайла спортсмены стали выполнять по три попытки. Квалификация спортсменов для участия в Олимпийских играх осуществлялась на основании специального квалификационного рейтинга FIS по состоянию на 21 января 2018 года. Для каждой дисциплины были установлены определённые условия, выполнив которые спортсмены могли претендовать на попадание в состав сборной для участия в Олимпийских играх. По итогам квалификационного отбора сборная Австралии завоевала 12 олимпийских лицензий.
12 февраля во время тренировки в слоупстайле, которые проходили в тяжёлых погодных условиях, Тесс Коуди получила травму передней крестообразной связки, в результате чего не смогла принять участие в своих дебютных Олимпийских играх. Также не смогла получить медицинское разрешение на участие в слоупстайле и Джессика Рич. 27-спортсменка только к началу Игр смогла залечить свои многочисленные травмы, благодаря чему получила шанс стартовать в биг-эйре. В квалификации соревнований Рич совершила два чистых прыжка, однако из-за перенесённых травм ей пришлось уменьшить сложность своей программы, в результате чего австралийская сноубордистка заняла обидное 13-е место. Джессике не хватило всего двух баллов, чтобы пробиться в финал соревнований.
Мужчины
Фристайл
| Соревнование | Спортсмены     | Квалификация | Квалификация | Квалификация | Квалификация | Финал                | Финал                | Финал                | Финал                | Итоговое место |
| Соревнование | Спортсмены     | Заезд        | 1 спуск      | 2 спуск      | Место        | 1 спуск              | 2 спуск              | 3 спуск              | Место                | Итоговое место |
| ------------ | -------------- | ------------ | ------------ | ------------ | ------------ | -------------------- | -------------------- | -------------------- | -------------------- | -------------- |
| хафпайп      | Скотти Джеймс  | 1            | 89,00        | 96,75        | 2 Q          | 92,00                | 81,75                | 40,25                | 3                    | 3              |
| хафпайп      | Кент Каллистер | 1            | 66,75        | 77,00        | 12 Q         | 20,00                | 62,00                | 56,75                | 10                   | 10             |
| хафпайп      | Натан Джонстон | 1            | 62,25        | 10,25        | 22           | завершил выступление | завершил выступление | завершил выступление | завершил выступление | 22             |

Сноуборд-кросс
| Соревнование   | Спортсмены     | Квалификация | Квалификация  | Квалификация | 1/8 финала | 1/8 финала | Четвертьфинал        | Четвертьфинал        | Полуфинал            | Полуфинал            | Финал                | Итоговое место |
| Соревнование   | Спортсмены     | 1 спуск      | 2 спуск       | Место        | Заезд      | Место      | Заезд                | Место                | Заезд                | Место                | Место                | Итоговое место |
| -------------- | -------------- | ------------ | ------------- | ------------ | ---------- | ---------- | -------------------- | -------------------- | -------------------- | -------------------- | -------------------- | -------------- |
| сноуборд-кросс | Джаррид Хьюз   | 1:15,69      | 1:13,73       | 25 Q         | 1          | 1 Q        | 1                    | 2 Q                  | 1                    | 2 QA                 | 2                    | 2              |
| сноуборд-кросс | Алекс Пуллин   | 1:14,76      | не участвовал | 20 Q         | 4          | 2 Q        | 2                    | 2 Q                  | 1                    | 1 QA                 | DNF                  | 6              |
| сноуборд-кросс | Кэмерон Болтон | 1:14,35      | не участвовал | 12 Q         | 3          | 2 Q        | 2                    | 3 Q                  | 1                    | 4 QB                 | Малый                | 10             |
| сноуборд-кросс | Кэмерон Болтон | 1:14,35      | не участвовал | 12 Q         | 3          | 2 Q        | 2                    | 3 Q                  | 1                    | 4 QB                 | 4                    | 10             |
| сноуборд-кросс | Адам Ламберт   | 1:14,94      | не участвовал | 22 Q         | 6          | 4          | завершил выступление | завершил выступление | завершил выступление | завершил выступление | завершил выступление | 29             |

Женщины
Фристайл
| Соревнование | Спортсмены     | Квалификация | Квалификация | Квалификация | Квалификация | Финал                 | Финал                 | Финал                 | Финал                 | Итоговое место |
| Соревнование | Спортсмены     | Заезд        | 1 спуск      | 2 спуск      | Место        | 1 спуск               | 2 спуск               | 3 спуск               | Место                 | Итоговое место |
| ------------ | -------------- | ------------ | ------------ | ------------ | ------------ | --------------------- | --------------------- | --------------------- | --------------------- | -------------- |
| хафпайп      | Эмили Артур    | 1            | 30,25        | 66,50        | 8 Q          | 48,25                 | 9,25                  | 25,00                 | 11                    | 11             |
| хафпайп      | Холли Кроуфорд | 1            | 57,50        | 20,00        | 13           | завершила выступление | завершила выступление | завершила выступление | завершила выступление | 13             |
| биг-эйр      | Джессика Рич   | 1            | 73,50        | 74,25        | 13           | завершила выступление | завершила выступление | завершила выступление | завершила выступление | 13             |

Сноуборд-кросс
| Соревнование   | Спортсмены     | Квалификация | Квалификация   | Квалификация | Четвертьфинал | Четвертьфинал | Полуфинал | Полуфинал | Финал | Итоговое место |
| Соревнование   | Спортсмены     | 1 спуск      | 2 спуск        | Место        | Заезд         | Место         | Заезд     | Место     | Место | Итоговое место |
| -------------- | -------------- | ------------ | -------------- | ------------ | ------------- | ------------- | --------- | --------- | ----- | -------------- |
| сноуборд-кросс | Белль Брокхофф | 1:20,34      | не участвовала | 10 Q         | 4             | 3 Q           | 2         | DNF QB    | Малый | 11             |
| сноуборд-кросс | Белль Брокхофф | 1:20,34      | не участвовала | 10 Q         | 4             | 3 Q           | 2         | DNF QB    | 5     | 11             |

#### Фристайл
По сравнению с прошлыми Играми изменения произошли в хафпайпе и слоупстайле. Теперь в финалах этих дисциплин фристайлисты стали выполнять по три попытки, при этом итоговое положение спортсменов по-прежнему определяется по результату лучшей из них. Квалификация спортсменов для участия в Олимпийских играх осуществлялась на основании специального квалификационного рейтинга FIS по состоянию на 21 января 2018 года. Для каждой дисциплины были установлены определённые условия, выполнив которые спортсмены могли претендовать на попадание в состав сборной для участия в Олимпийских играх. По итогам квалификационного отбора сборная Австралии завоевала 13 олимпийских лицензий, а после перераспределения квот получила ещё 2.
Мужчины
Могул и акробатика
| Соревнование | Спортсмены        | Квалификация 1 | Квалификация 1 | Квалификация 2 | Квалификация 2 | Квалификация 2 | Финал 1              | Финал 1              | Финал 2              | Финал 2              | Финал 3              | Финал 3              | Итоговое место |
| Соревнование | Спортсмены        | Очки           | Место          | Очки           | Лучший         | Место          | Очки                 | Место                | Очки                 | Место                | Очки                 | Место                | Итоговое место |
| ------------ | ----------------- | -------------- | -------------- | -------------- | -------------- | -------------- | -------------------- | -------------------- | -------------------- | -------------------- | -------------------- | -------------------- | -------------- |
| акробатика   | Дэвид Моррис      | 112,83         | 15             | 124,89         | 124,89         | 2 Q            | 111,95               | 10                   | завершил выступление | завершил выступление | завершил выступление | завершил выступление | 10             |
| могул        | Мэтт Грэм         | 77,28          | 9 Q            | не участвовал  | не участвовал  | не участвовал  | 81,39                | 2 Q                  | 80,01                | 4 Q                  | 82,57                | 2                    | 2              |
| могул        | Джеймс Мэтисон    | 72,27          | 23             | 74,61          | 74,61          | 9 Q            | 75,98                | 14                   | завершил выступление | завершил выступление | завершил выступление | завершил выступление | 14             |
| могул        | Роан Чепмен-Дэвис | 73,96          | 17             | 67,94          | 73,96          | 12             | завершил выступление | завершил выступление | завершил выступление | завершил выступление | завершил выступление | завершил выступление | 22             |
| могул        | Броди Саммерс     | DNS            | DNS            | DNS            | DNS            | DNS            | завершил выступление | завершил выступление | завершил выступление | завершил выступление | завершил выступление | завершил выступление | —              |

Парк и пайп
| Соревнование | Спортсмены     | Квалификация | Квалификация | Квалификация | Финал                | Финал                | Финал                | Финал                | Итоговое место |
| Соревнование | Спортсмены     | 1 заезд      | 2 заезд      | Место        | 1 заезд              | 2 заезд              | 3 заезд              | Место                | Итоговое место |
| ------------ | -------------- | ------------ | ------------ | ------------ | -------------------- | -------------------- | -------------------- | -------------------- | -------------- |
| слоупстайл   | Расселл Хэншоу | 72,60        | 64,00        | 19           | завершил выступление | завершил выступление | завершил выступление | завершил выступление | 19             |

Ски-кросс
| Соревнование | Спортсмены   | Квалификация | Квалификация | 1/8 финала | 1/8 финала | Четвертьфинал        | Четвертьфинал        | Полуфинал            | Полуфинал            | Финал                | Итоговое место |
| Соревнование | Спортсмены   | Результат    | Место        | Заезд      | Место      | Заезд                | Место                | Заезд                | Место                | Место                | Итоговое место |
| ------------ | ------------ | ------------ | ------------ | ---------- | ---------- | -------------------- | -------------------- | -------------------- | -------------------- | -------------------- | -------------- |
| ски-кросс    | Антон Гримус | 1:40,80      | 30 Q         | 5          | 4          | завершил выступление | завершил выступление | завершил выступление | завершил выступление | завершил выступление | 30             |

Женщины
Могул и акробатика
| Соревнование | Спортсмены     | Квалификация 1 | Квалификация 1 | Квалификация 2 | Квалификация 2 | Квалификация 2 | Финал 1               | Финал 1               | Финал 2               | Финал 2               | Финал 3               | Финал 3               | Итоговое место |
| Соревнование | Спортсмены     | Очки           | Место          | Очки           | Лучший         | Место          | Очки                  | Место                 | Очки                  | Место                 | Очки                  | Место                 | Итоговое место |
| ------------ | -------------- | -------------- | -------------- | -------------- | -------------- | -------------- | --------------------- | --------------------- | --------------------- | --------------------- | --------------------- | --------------------- | -------------- |
| акробатика   | Лора Пил       | 64,86          | 19             | 89,46          | 89,46          | 3 Q            | 85,05                 | 9 Q                   | 85,65                 | 3 Q                   | 55,34                 | 5                     | 5              |
| акробатика   | Даниэль Скотт  | 93,76          | 5 Q            | не участвовала | не участвовала | не участвовала | 57,01                 | 12                    | завершила выступление | завершила выступление | завершила выступление | завершила выступление | 12             |
| акробатика   | Лидия Лассила  | 66,27          | 18             | 63,45          | 66,27          | 14             | завершила выступление | завершила выступление | завершила выступление | завершила выступление | завершила выступление | завершила выступление | 20             |
| акробатика   | Саманта Уэллс  | 54,28          | 22             | 58,27          | 58,27          | 17             | завершила выступление | завершила выступление | завершила выступление | завершила выступление | завершила выступление | завершила выступление | 23             |
| могул        | Джакара Энтони | 69,49          | 14             | 73,35          | 73,35          | 3 Q            | 76,81                 | 4 Q                   | 76,85                 | 5 Q                   | 75,35                 | 4                     | 4              |
| могул        | Бриттени Кокс  | 76,78          | 6 Q            | не участвовала | не участвовала | не участвовала | 75,79                 | 5 Q                   | 78,28                 | 2 Q                   | 75,08                 | 5                     | 5              |
| могул        | Мади Химбери   | 68,98          | 15             | 69,36          | 69,36          | 8 Q            | 68,19                 | 20                    | завершила выступление | завершила выступление | завершила выступление | завершила выступление | 20             |
| могул        | Клаудия Гели   | 68,68          | 17             | 35,19          | 68,68          | 13             | завершила выступление | завершила выступление | завершила выступление | завершила выступление | завершила выступление | завершила выступление | 23             |

Ски-кросс
| Соревнование | Спортсмены        | Квалификация | Квалификация | 1/8 финала | 1/8 финала | Четвертьфинал | Четвертьфинал | Полуфинал | Полуфинал | Финал | Итоговое место |
| Соревнование | Спортсмены        | Результат    | Место        | Заезд      | Место      | Заезд         | Место         | Заезд     | Место     | Место | Итоговое место |
| ------------ | ----------------- | ------------ | ------------ | ---------- | ---------- | ------------- | ------------- | --------- | --------- | ----- | -------------- |
| ски-кросс    | Сэми Кеннеди-Смит | 1:14,97      | 9 Q          | 2          | 2 Q        | 1             | 1 Q           | 1         | 3         | Малый | 8              |
| ски-кросс    | Сэми Кеннеди-Смит | 1:14,97      | 9 Q          | 2          | 2 Q        | 1             | 1 Q           | 1         | 3         | 4     | 8              |

### Санный спорт
Квалификация спортсменов для участия в Олимпийских играх осуществлялась на основании рейтинга Кубка мира FIL по состоянию на 1 января 2018 года. По его результатам сборная Австралии смогла завоевать одну лицензию в мужских соревнованиях. Для участия в соревнованиях был выбран Александр Ферлаццо.
Мужчины
| Соревнование | Спортсмены         | 1 заезд   | 1 заезд | 2 заезд   | 2 заезд | 3 заезд   | 3 заезд | 4 заезд              | 4 заезд              | Итоговый результат | Итоговое место | Отставание |
| Соревнование | Спортсмены         | Результат | Место   | Результат | Место   | Результат | Место   | Результат            | Место                | Итоговый результат | Итоговое место | Отставание |
| ------------ | ------------------ | --------- | ------- | --------- | ------- | --------- | ------- | -------------------- | -------------------- | ------------------ | -------------- | ---------- |
| одиночки     | Александр Ферлаццо | 48,073    | 16      | 48,587    | 27      | 49,531    | 36      | завершил выступление | завершил выступление | 2:26,191           | 28             | —          |